# 스타디오 프리울리
스타디오 프리울리(이탈리아어: Stadio Friuli)는 이탈리아 우디네에 위치한 다목적 경기장이다. 우디네시 중심에서 4km 떨어진 '리치'에 위치해으며, 해발 112 미터에 있다. 1976년에 완공됐고, 여러 번의 보수 공사가 있었다. 2013년부터 2016년까지, 총 4년에 걸쳐 있던 공사가 가장 최근에 이뤄진 보수 공사다. 이 경기장은 프리울리-베네치아 줄리아주에서 가장 크며, 이탈리아에서는 열두 번째로 큰 야외 시설이다, 우디네세 축구단이 이 곳을 본거지로 두고 있고 운영 또한 하고 있다. 과거에는 흔히 '스타디오 데이 리치'로 불렸다.
2016년부터는 명명권 계약으로 인해 우디네세 홈 경기에 한해 다치아 아레나로 불리게 됐다. 우디네 시는 원래의 이름을 유지해야 한다고 번복했다. 그리하여 우디네세 관련 행사를 제외하고는 기존의 명칭인 프리울리 명칭 사용이 유지된다.

## 구조
경기장은 그랜드스탠드에 위치한 실내 체육관을 포함하여 펜싱, 체조, 레슬링, 육상 설비 역시도 갖추고 있다.
경기장은 2012-13 시즌이 끝나게되는 4월달부터 시설을 개조한다. 북쪽과 남쪽 스탠드를, 오래된 육상 경기 트랙 넘어로 다시 지어질 예정이며 2013-14 시즌을 앞두고 완공될것으로 기대되고 있다. 서쪽 스탠드는 같은 기간 여름에 더 나은 시설로 교체할 예정이다. 나머지 스탠드는 2013-14 시즌 뒤에 지어질 예정이다. 이 확장공사를 통해서 경기장 최대 수용인원 35,000으로 늘어날 것이다. 북쪽과 남쪽 스탠드는 2014년 여름까지 개조되지 않을 것이다.

## 중요 사건
프리울리에서는 1990년 FIFA 월드컵 E조의 조별 예선전이 열렸었다. 2005년, 프리울리는 UEFA로부터 UEFA 챔피언스리그 경기가 열릴 수 있는 허가를 받았다.
2008년 9월 10일, 프리울리 경기장에서 이탈리아 축구 국가대표팀과 조지아 축구 국가대표팀간의 2010년 FIFA 월드컵 예선전이 벌어졌다. 2009년 11월 21일, 이탈리아 럭비팀과 럭비 월드컵 챔피언 남아프리카 공화국 럭비 유니온 국가대표팀의 경기가 열렸었다. 2012년 4월 13일에 메탈밴드 메탈리카의 블랙 앨범투어가 열리기도 하였다.

## 기록

### 1990년 FIFA 월드컵
| 날짜            | 팀 1     | 스코어 | 팀 2     | 라운드 |
| --------------- | -------- | ------ | -------- | ------ |
| 1990년 6월 13일 | 우루과이 | 0 - 0  | 스페인   | E조    |
| 1990년 6월 17일 | 대한민국 | 1 - 3  | 스페인   | E조    |
| 1990년 6월 21일 | 대한민국 | 0 - 1  | 우루과이 | E조    |

### 2019년 UEFA U-21 축구 선수권 대회
| 날짜            | 팀 1       | 스코어 | 팀 2       | 라운드 |
| --------------- | ---------- | ------ | ---------- | ------ |
| 2019년 6월 17일 | 독일       | 3 - 1  | 덴마크     | B조    |
| 2019년 6월 20일 | 덴마크     | 3 - 1  | 오스트리아 | B조    |
| 2019년 6월 23일 | 오스트리아 | 1 - 1  | 독일       | B조    |
| 2019년 6월 30일 | 스페인     | 2 - 1  | 독일       | 결승   |

틀:우디네세 칼초
틀:포르데노네 칼초
틀:세리에 B 경기장